# BAA培训
BAA培训 （前波罗的海航空学院和阿维亚解决方案集团子公司）总部设在立陶宛维尔纽斯。

## 培訓
BAA培训在南美，非洲和亚洲等地点提供培训。2016年，BAA培训开始与Wizz Air、SmartLynx、 小星球航空、Avion Express、Lao Skyway和BayViet航空学校就Cadet学院培训解决方案进行积极合作。2020年，公司宣布在巴塞罗那埃尔普拉特附近建立BAA西班牙培训中心。 此中心设计可容纳7架全飞行模拟器，其中首两架飞行模拟器计划于2020年9月投入培训。

## 外部連結
- 官方网站（英文）（立陶宛文）（俄文）（简体中文）（越南文）（西班牙文）